# Doug Watkins
Douglas Watkins (Detroit, 2 marzo 1934 – Holbrook, 5 febbraio 1962) è stato un contrabbassista di musica jazz statunitense.

## Biografia
La carriera di Doug Watkins, pur se breve, a causa della sua prematura scomparsa, dovuta ad un incidente stradale, fu intensissima, grazie alla sua grande abilità al contrabbasso che lo portò ad essere tra i sidemen più richiesti in sala di registrazione, prendendo parte a centinaia d'incisioni in albums per altri jazzisti di primo piano, come: Stan Getz, Charlie Parker, Coleman Hawkins, Donald Byrd, Art Farmer, Horace Silver, Art Blakey, Kenny Dorham, Bill Hardman, Charles Mingus, Paul Quinichette, Phil Woods, Benny Golson, Curtis Fuller, Gene Ammons, Kenny Burrell, Lee Morgan, Dizzy Reece, Louis Smith, Jackie McLean, Sonny Rollins, Wilbur Harden, Pepper Adams e molti altri.
La sua carriera, dopo iniziali performance a livello locale nella natia Detroit, ebbe una decisiva svolta nel 1953, quando assieme al sassofonista James Moody intraprese un tour, l'anno successivo entrò a far parte del trio del pianista Barry Harris, per poi entrare, come membro originale degli appena costituiti Jazz Messengers di Art Blakey, che lascerà appena due anni dopo, per lavorare come sideman in studio di registrazione (essenzialmente, ma non solo, per l'etichetta Prestige Records).
Contrabbassista dal tocco rilassato e dotato di notevole senso melodico, Doug fu un eccellente accompagnatore musicale (rari i suoi assoli), al suo attivo solamente due album a suo nome.

## Discografia

### Come Leader
- 1956 - Watkins at Large (Transition Records)
- 1960 - Soulnik (Prestige Records)

### Come sideman
con Horace Silver
- 1954/1955 - Horace Silver and the Jazz Messengers (Blue Note Records)
- 1956 - Silver's Blue (Epic Records)
- 1956 - 6 Pieces of Silver (Blue Note Records)

con Will Bradley, Jr.
- 1955 - House of Bradley (Epic Records)

con J.R. Monterose
- 1955/1956 - Jaywalkin' (Fresh Sound Records)

con Hank Mobley
- 1955 - Hank Mobley Quartet (Blue Note Records)
- 1956 - The Jazz Message of Hank Mobley (Savoy Records)
- 1956 - Mobley's Message (Prestige Records)
- 1956 - The Jazz Message of Hank Mobley#2 (Savoy Records)
- 1956 - Mobley's 2nd Message (Prestige Records)
- 1957 - Hank Mobley and His All Stars (Blue Note Records)
- 1957 - Hank Mobley Quintet (Blue Note Records)

con Jackie McLean
- 1955 - The Jackie McLean Quintet (Ad Lib Records)
- 1956 - Lights Out! (Savoy Records)
- 1956 - 4, 5 and 6 (Prestige Records)
- 1957 - Jackie McLean & Co. (Prestige Records)
- 1961 - Bluesnik (Blue Note Records)

con Jackie McLean & John Jenkins
- 1957 - Alto Madness (Prestige Records Records)

con The Jazz Messengers
- 1955 - At the Cafe Bohemia, Vol. 1 & 2 (Blue Note Records)

con Art Blakey
- 1956 - The Jazz Messengers (Columbia Records)

con Rita Reyes, Art Blakey and The Jazz Messengers
- 1956 - The Cool Voice of Rita Reyes with Art Blakey and The Jazz Messengers (Columbia Records)

con Donald Byrd
- 1956 - Byrd Blows on Beacon Hill (Transition Records)
- 1958 - Au Chat Qui Pêche, 1958 (Fresh Sound Records)
- 1958 - Byrd in Paris (Brunswick Records)
- 1958 - Parisian Thoroughfare (Brunswick Records)
- 1959 - Fuego (Blue Note Records)
- 1960 - Byrd in Flight (Blue Note Records)
- 1961 - Chant (Blue Note Records)

con Donald Byrd e John Jenkins
- 1957 - Star Eyes (Regent Records)

con Phil Woods
- 1956 - Pairing Off (Prestige Records)

con Sonny Rollins
- 1956 - Saxophone Colossus (Prestige Records)
- 1957 - Newk's Time (Blue Note Records)

con Gene Ammons
- 1956 - Jammin' with Gene (Prestige Records)
- 1957 - Funky (Prestige Records)
- 1958 - Blue Gene (Prestige Records)
- 1960 - Boss Tenor (Prestige Records)
- 1960 - Angel Eyes (Prestige Records)
- 1961 - Nice an' Cool (Moodsville Records)
- 1961 - Jug (Prestige Records)

con Art Farmer e Donald Byrd
- 1956 - 2 Trumpets (Prestige Records)

con Lee Morgan
- 1956 - Introducing Lee Morgan (Savoy Records)
- 1957 - Candy (Blue Note Records)

con Kenny Burrell
- 1956 - All Night Long (Prestige Records)
- 1957 - Kenny Burrell (Prestige Records)
- 1957 - K.B. Blues (Blue Note Records)

con Kenny Burrell e Jimmy Raney
- 1957 - Two Guitars (Prestige Records)

con Herbie Mann e Bobby Jaspar
- 1957 - Flute Flight (Prestige Records)

con Tommy Flanagan
- 1957 - The Cats (New Jazz Records)

con John Coltrane
- 1957 - Dakar (Prestige Records)

con John Coltrane e Frank Wess
- 1957 - Wheelin' and Dealin' (Prestige Records)

con Paul Quinichette
- 1957 - On the Sunny Side (Prestige Records)

con Curtis Fuller
- 1957 - New Trombone (Prestige Records)

con Pepper Adams
- 1957 - Critics' Choice (Pacific Jazz Records)
- 1958 - 10 to 4 at the 5 Spot (Riverside Records)

con Pepper Adams e Jimmy Knepper
- 1958 - The Pepper-Knepper Quintet (Metro Jazz Records)

con Sonny Red
- 1957 - Two Altos (Regent Records)

con Idrees Sulieman
- 1957 - Roots (Prestige Records)

con Toots Thielemans
- 1958 - Time Out (Decca Records)

con Wilbur Harden
- 1958 - Mainstream (Savoy Records)

con Tina Brooks
- 1958 - Minor Move (Blue Note Records)

con Don Elliott
- 1958 - Down Beat Jazz Concert (Dot Records)

con Stan Getz
- 1958 - Stan Getz (Raretone Records)

con George Arvanitas
- 1958 - 3 A.M. (Pretoria Records)

con Art Taylor
- 1958 - Art Taylor's Jazzmen (Mexisonor Records)

con Red Garland
- 1959 - Satin Doll (Prestige Records)

con Red Garland e Coleman Hawkins
- 1959 - Coleman Hawkins with red Garland Trio (Swingville Records)

con Big Joe Turner
- 1959 - Big Joe Rides Again (Atlantic Records)

con Benny Golson
- 1959 - Gettin' with It (New Jazz Records)

con Dizzy Reece
- 1960 - Soundin' Off (Blue Note Records)

con Billy Taylor
- 1961 - Interlude (Moodsville Records)

con Bill Hardman
- 1961 - Sayin' Something (Savoy Records)

con Charles Mingus
- 1961 - Oh Yeah (Atlantic Records)
- 1961 - Tonight at Noon (Atlantic Records)